# Космос-1026
Космос-1026 је један од преко 2400 совјетских вјештачких сателита лансираних у оквиру програма Космос.
Космос-1026 је лансиран са космодрома Тјуратам, Бајконур, СССР, 2. јула 1978. Ракета-носач Р-7 Семјорка (рус. Семёрка) (8К71, НАТО ознака SS-6 Sapwood) са додатим степеном је поставила сателит у орбиту око планете Земље. Маса сателита при лансирању је износила 5500 килограма. Космос-1026 је био осматрачки сателит.